# ریچارد در
ریچارد دِر (انگلیسی: Richard Derr؛ ‏ ۱۵ ژوئن ۱۹۱۸ – ۸ مهٔ ۱۹۹۲) بازیگر اهل ایالات متحده آمریکا بود.
از فیلم‌ها یا برنامه‌های تلویزیونی که وی در آن نقش داشته‌است، می‌توان به ژیگولوی آمریکایی، دراونینگ پول، فایرفاکس، ژاندارک، توپاز، پیشتازان فضا و مردی که نمی‌میرد اشاره کرد.